# Bataille de Khan Mayssaloun
 (janvier 2017).
Guerre franco-syrienne
La bataille de Khan Maysaloun (en arabe : معركة ميسلون) est une bataille survenue le 24 juillet 1920, lors de la guerre franco-syrienne. Elle a opposé les forces du royaume arabe de Syrie et l'Armée française du Levant.
Elle s'est déroulée dans la vallée de Maysalun dans les montagnes d'Anti-Liban en Syrie, à environ 25 kilomètres à l'ouest de Damas, près de l'actuelle frontière avec le Liban. L’armée française du Levant du général Henri Gouraud envoie des troupes françaises, principalement composées d'unités coloniales, sur la route de Damas, sous le commandement du général Mariano Goybet. Les forces françaises, mieux équipées et plus nombreuses, écrasent les forces syriennes menées par Youssef al-Azmeh, ministre de la Guerre du roi constitutionnel de Syrie Fayçal ben Hussein proclamé par le Congrès national syrien (en) le 7 mars 1920. Youssef al-Azmeh est tué lors des combats. 
Les troupes françaises assiègent et prennent alors Damas le 25 juillet 1920, où elles défilent victorieuses parmi une foule nombreuse. Cette bataille est considérée comme la fin du rêve nationaliste panarabique du R Thomas Edward Lawrence et de Fayçal.

## Contexte historique

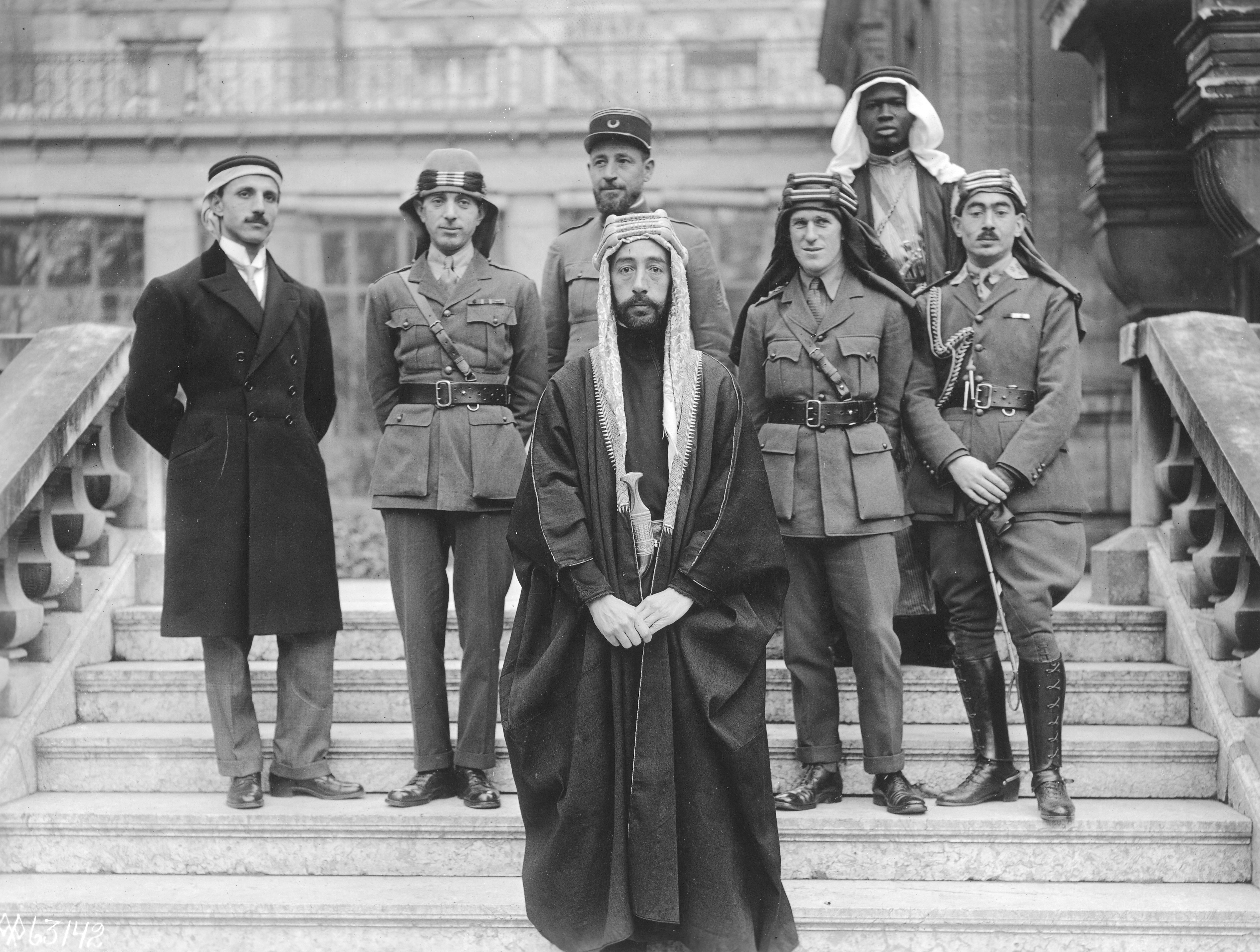
Conférence de la Paix de Paris 22 janvier 1919. Le Roi Faycal et le célèbre britannique Lawrence d'Arabie.

Fayçal, fils du Chérif de la Mecque Hussein, prend la direction de la révolte arabe que son père a proclamée le 10 juin 1916. Conseillé par Thomas Edward Lawrence, officier britannique, il s'empare du port d'Akaba en juin 1917 et remonte jusqu'à Damas où il fait la jonction avec les forces britanniques du général Allenby. Il y forme, avec l’appui des nationalistes arabes, un gouvernement, et est chargé par Hussein de se rendre à Versailles afin de participer au règlement de paix. À la conférence de paix de Paris, l'année suivante, le Proche-Orient ottoman est divisé en mandats attribués à la France et au Royaume-Uni par la Société des nations. Fayçal forma alors un gouvernement, non reconnu par la France et par le Royaume-Uni. Les deux pays étaient secrètement convenus de donner à la France le contrôle de la Syrie, en dépit des promesses d'indépendance faites par les Britanniques aux Arabes (accords secrets Sykes-Picot). Les Français rencontrèrent des révoltes locales quand leurs forces entrèrent dans le pays, et en mars 1920, Fayçal fut proclamé roi de Syrie. Cependant, un mois plus tard, la Société des nations attribua un mandat à la France sur la Syrie.

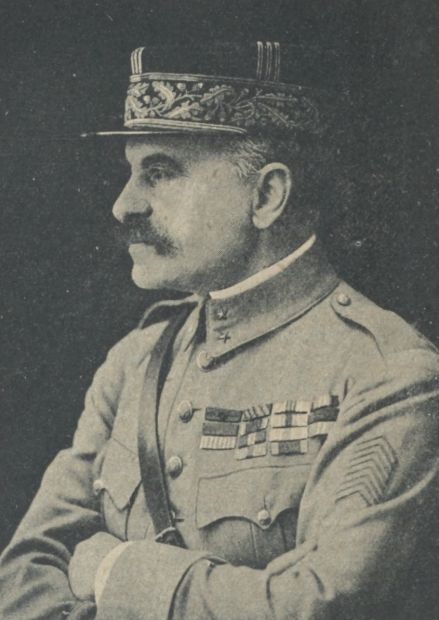
Le général Mariano Goybet, commandant des forces françaises durant la bataille.

La bataille de Maysaloun s'ensuit alors que les forces françaises partent du Liban pour affirmer leur contrôle sur Damas et renverser le gouvernement de Fayçal. Avec des restes de l'armée syrienne et des volontaires locaux, le ministre de la Guerre de Fayçal, le général Youssef al-Azmeh, les affronte. Les troupes françaises, mieux équipées, menées par le général Mariano Goybet battirent al-Azmeh, qui tomba au combat. Les Français rentrèrent à Damas le lendemain, rencontrant peu de résistance. Peu de temps après, Fayçal fut expulsé de Syrie. Malgré la défaite décisive de l'armée syrienne, la bataille de Maysaloun est considérée en Syrie et dans le monde arabe comme un symbole de résistance courageuse contre un pouvoir impérial plus fort.

## Prélude à la bataille
Le 22 juillet, Fayçal dépêcha son ministre de l'Éducation, Sati al-Husri, et l'ancien représentant du gouvernement arabe, Jamil al-Ulshi, pour rencontrer Henri Gouraud à son quartier général à Aley et le persuader de mettre fin à son avance militaire vers Damas. Gouraud répondit en prolongeant l'ultimatum d'un jour et avec de nouvelles conditions plus strictes, à savoir que la France soit autorisée à établir une mission à Damas pour superviser la mise en œuvre de l'ultimatum original et l'établissement du mandat français. Al-Husri retourna à Damas le même jour pour communiquer le message de Gouraud à Fayçal, qui appela à une réunion du cabinet le 23 juillet pour examiner ce nouvel ultimatum. Le colonel Cousse, officier de liaison français à Damas, interrompit la réunion : il transmit la demande de Gouraud qui voulait que l'armée française pût avancer vers Maysalun, où les puits d'eau étaient abondants. Gouraud avait initialement prévu de lancer l'offensive contre Damas depuis Ayn al-Judaydah, une source dans la chaîne anti-Liban, mais cet endroit situé au milieu des montagnes abruptes et stériles manquait en fait de sources ce qui conduisit à un changement de plans : Gouraud chercha dès lors à occuper Khan Maysaloun, un caravansérail isolé sur la route de Beyrouth à Damas, situé à la crête du col de montagne de Wadi al-Qarn dans l'Anti-Liban. La position n'était qu'à 25 kilomètres à l'ouest de Damas et intéressait Gouraud aussi en raison de sa proximité avec le chemin de fer du Hedjaz.
Le message de Cousse confirma les craintes du cabinet de Fayçal : Gouraud avait l'intention de prendre la Syrie par la force. Le cabinet rejeta l'ultimatum de Gouraud et lança un appel largement symbolique à la communauté internationale pour mettre fin à l'avance française. Le 23 juillet, le ministre de la guerre Youssef al-Azmeh, partit de Damas avec sa force hétérogène de militaires réguliers et de volontaires, qui était divisée en colonnes nord, centrale et sud chacune dirigée par des unités de cavalerie de chameau. En face, les forces françaises de la 3e division sous le commandement du général Mariano Goybet lancèrent leur offensive vers Khan Mayssaloun et Wadi al-Qarn le 24 juillet, peu après l'aube à 5 heures du matin, tandis que les forces syriennes attendaient sur leurs positions surplombant le bas de Wadi al-Qarn.

## Forces en présence

### Forces françaises

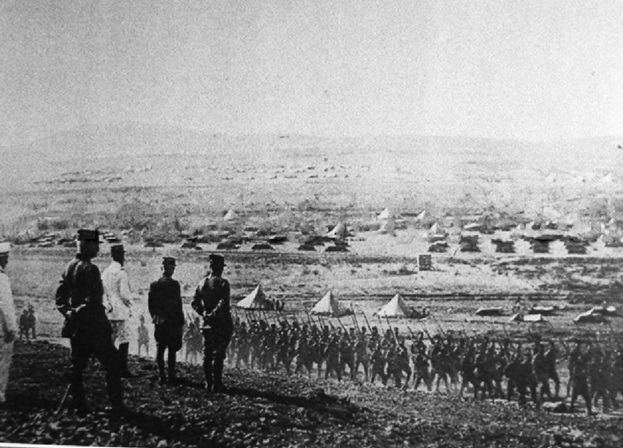
Inspection par le général Gouraud, commandant en chef de l'armée du Levant, de la 3e Division du général Mariano Goybet, la veille de la bataille de Mayssalun.

Le général Mariano Goybet commandait les forces françaises pendant la bataille: les effectifs de ses divisions du Levant qui participèrent à la bataille varient entre 9 000 et 12 000 soldats. Les troupes étaient majoritairement constituées d'unités sénégalaises et algériennes, composées de dix bataillons d'infanterie et d'unités de cavalerie et d'artillerie. Parmi les unités participantes figuraient le 415e régiment d'infanterie, le 2e régiment des fusiliers algériens[réf. nécessaire], la division sénégalaise, le régiment des fusiliers africains[précision nécessaire]et le bataillon marocain de spahis. Un certain nombre de volontaires maronites du Mont Liban auraient également rejoint les forces françaises. L'armée du Levant était équipée de batteries d'artillerie de plaine et de montagne et de canons de 155 mm, et soutenue par des chars et des chasseurs-bombardiers.

### Forces syriennes

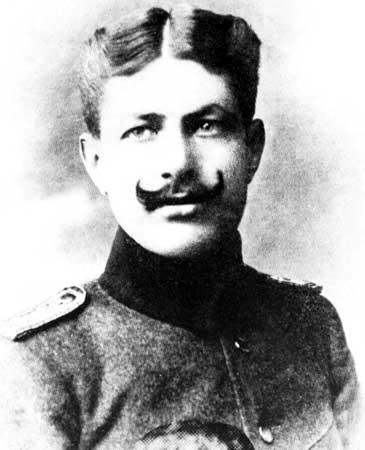
Commandant des forces syriennes à Maysaloun, ministre de la Guerre, Youssef al-Azmeh, mort durant la bataille.

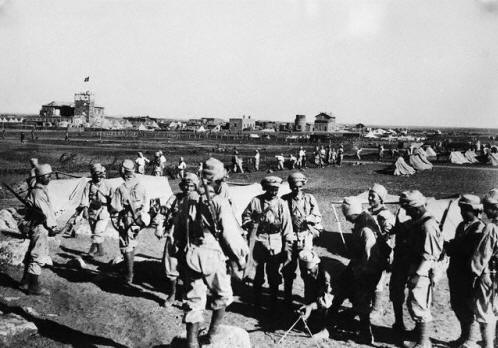
Soldats syriens au début de la bataille.

Les forces syriennes à Maysalun étaient commandées par le ministre de la Guerre, le général Youssef al-Azmeh, qui mourut pendant la bataille. La plupart des unités de l'armée arabe avaient été dissoutes quelques jours avant la bataille par ordre du roi Fayçal dans le cadre de son acceptation des termes du général Gouraud. Le général al-Azmeh avait rassemblé les restes de l'armée arabe, en particulier des soldats de la garnison dissoute du général Hassan al-Hindi, des unités dissoutes de Damas et une cavalerie des chameaux bédouins. 
En plus de ces troupes de l'armée arabe, de nombreux volontaires civils et miliciens de Damas rejoignirent les forces de Youssef al-Azmeh. Une partie des unités de cette milice civile furent rassemblées et dirigées par Yasin Kiwan, marchand Damascène, Abd al-Qadir Kiwan, ancien imam de la mosquée Omeyyade, et Shaykh Hamdi al-Juwajani, un érudit musulman. Yasin et Abd al-Qadir furent tués pendant la bataille. Shaykh Muhammad al-Ashmar conduisit 40 à 50  hommes du quartier Midan de Damas. D'autres prédicateurs et érudits musulmans de Damas, parmi lesquels Tawfiq al-Darra (ex-mufti de la cinquième armée ottomane), Sa'id al-Barhani (prédicateur à la mosquée de la Tuba), Muhammad al-Fahl (érudit de la Madrasa de Qalbaqjiyya)  ou Ali Daqqar (prédicateur à la mosquée de Sinan Pacha) participèrent également à la bataille.
Selon les estimations, le nombre total de soldats et d'irréguliers syriens se montait à environ 4 000 hommes, même si l'historien Eliezer Tauber affirme qu'al-Azmeh n'avait recruté que 3 000 soldats et volontaires, dont seulement 1 400 participèrent à la bataille. Ces Syriens étaient équipés de fusils mis au rebut par les soldats ottomans lors de leur retraite pendant la Première Guerre mondiale ou utilisés par la cavalerie bédouine de l'armée chérifienne pendant la révolte arabe de 1916. Les Syriens possédaient également un certain nombre de mitrailleuses et environ 15 batteries d'artillerie. Selon diverses versions, les réserves en munitions étaient faibles, avec 120 à 250 balles par fusil, 45 balles par mitrailleuse, et 50 à 80 obus par canon. Une partie de ces munitions était, de plus, inutilisable car leur calibre  correspondait pas à ceux des fusils.

## Bataille de Khan Mayssaloun du 24 juillet 1920, clef de l'entrée à Damas
Myriam Harry, dans L'Illustration du 21 août 1920, rédige un article intitulé : « Avec le général Goybet à Damas », et une citation du général Gouraud s'adresse au général Goybet et à ses troupes :
« Le combat extrêmement acharné dura 8 heures dans le fameux défilé long de 6 kilomètres. Les Chérifiens avaient barré la route par un mur garni de mitrailleuses, croyant empêcher le passage des tanks, mais les tanks se sont glissés dans le ravin entre le mur et la montagne et, passant dans le bled, ils sont montés à l'assaut de la crête suivis par les fantassins du 415e, les Algériens et les Sénégalais marocains, lancés à tout galop, enveloppaient les positions d'un mouvement débordant. Et de la haut pleuvaient les obus, cinglait la mitraille. Plusieurs heures les tanks sont restés face à face avec les batteries et c'est seulement quand ils réussirent à mettre le feu aux caisses de munitions que les chérifiens lâchèrent pied et s'enfuirent désemparés complètement par la mort du ministre de la guerre Asmy Bey, tué à son poste par un éclat d'obus...

Un colonel commandant les arrière-gardes nous donne encore quelques détails. Quand l'armée en déroute est affluée vers Damas, le désarroi était absolu. L'émir Faycal et son frère s'étaient enfuis. Hier soir est arrivé ici le nouveau ministre de la Guerre, déclarant au général Goybet que la ville était à sa merci et n'opposait aucune résistance à ses troupes.
Le général Goybet veut qu'on enterre Asmy Bey avec les honneurs militaires. « Ce fut un remarquable officier turc. Si vous aviez vu ses positions, organisées comme les nôtres, avec des batteries, des tranchées et reliés aux postes de combat par des fils téléphoniques ! On se serait cru à la Grande guerre. D'ailleurs tous les canons, tous les équipements venaient de chez les Boches, et toutes les caisses de munitions portaient l'inscription : Munitionen für die Türkei... »
(Le témoin plus loin a rattrapé les troupes du général Goybet.)

Nous sommes arrivés à temps. Des deux côtés du Barada se développent les troupes françaises, les premières troupes européennes qui soient jamais entrées dans la capitale des Ommiades - les croisés l'ont assiégée en vain - et devant l'ancienne caserne turque, le conquérant de Damas, le général Goybet à cheval, regarde halé et rayonnant, défiler son armée victorieuse. »
Citation du général Gouraud commandant l'armée du levant à la suite de la prise de Damas par Mariano Goybet :
« Ordre Général no 22

Le général est profondément heureux d'adresser ses félicitations au général Goybet et aux vaillantes troupes : 415 de ligne, 2e tirailleurs algériens, 11e et 10e tirailleurs sénégalais, chasseurs d'Afrique, régiment de spahi Marocains, batteries des groupes d'Afrique, batterie de 155, 314 Compagnie de chars d'assaut, groupes de bombardement et escadrilles qui dans le dur combat du 24 juillet, ont brisé la résistance de l'ennemi qui nous défiait depuis huit mois. Elles ont inscrit une glorieuse page à l'histoire de notre pays.
Aley, le 24 juillet 1920
signé Gouraud. »
Le 17 août 1931, en collaboration avec le chef de bataillon Yvon, le commandant de Gaulle publie Histoire des troupes du Levant à l’Imprimerie nationale, rédigé à l'occasion de l'exposition coloniale de 1931. Il était depuis novembre 1929 responsable des  renseignement militaire et opérations.(2ème et 3ème bureaux) de l'Etat-major des Troupes du Levant à Beyrouth. Voici un extrait de "la Marche sur Damas, en partant de Zahlé, de la Division Mariano Goybet et la bataille de Khan Mayssaloun" :
« La colonne Goybet se porte en avant le 21 juillet 1920, franchit le Litani, occupe Rayak, gravit les pentes de l'Anti-Liban et vient camper dans la région de Aîn-Djedeidé. Les troupes chérifiennes avaient pris position sur les hauteurs de Khan-Meisseloun, au débouché est d'un long défilé par où passe la route de Damas.

Dès le 21 juillet, le général Goybet, près duquel est détaché le chef d'état major de l'armée du Levant, le colonel Pettelat, a saisi l'issue de ce défilé. Le 24 juillet au matin, le gros de ses forces se porte en avant, par les plateaux déchiquetés de part et d'autre de la route de Damas. À droite les spahis cherchent à déborder l'aile gauche de l'ennemi. Après une sérieuse résistance des fantassins chérifiens, soutenus par plusieurs canons, l'infanterie aidée des chars et bien appuyée par l'artillerie, enlève deux lignes successives de retranchements.
Le chef chérifien est tué ; ses partisans abandonnent la lutte et se replient sur Damas. Le 25 juillet, le général Goybet entre dans cette ville.
  »

## Après la bataille

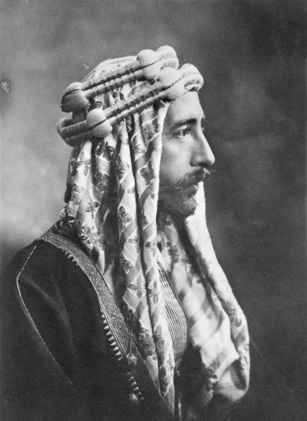
Le roi Fayçal fut chassé de Syrie par les Français à la suite de leur occupation de Damas

Les premières estimations des pertes furent de 2 000 morts syriens et 800 victimes françaises, mais elles étaient exagérées. L'armée française ne releva que 42 soldats ont tués, 152 blessés et 14 disparus en action, tandis que 150 combattants syriens étaient tués et 1 500 blessés. 
En peu de temps, la majorité des forces de Fayçal se sont enfuis ou se sont rendus aux Français, bien que les partis des groupes arabes opposés à la domination française aient continué à résister avant d'être rapidement battus. Le roi Fayçal  devant la nouvelle que les Syriens avaient été mis en déroute, quitta Damas avec son cabinet, à l'exception du ministre de l'Intérieur Ala al-Din al-Durubi, en accord avec les français, pour al-Kiswah, une ville située aux approches du sud de Damas.
Les forces françaises capturèrent Alep le 23 juillet sans combat, et après leur victoire à Maysaloun, elles assiégèrent et prirent Damas le 25 juillet. Le roi Fayçal revenu à Damas demanda à al-Durubi de former un gouvernement. Celui-ci avait déjà décidé de la composition de son cabinet, ce qui a été confirmé par les Français. Le général Gouraud condamna le régime de Fayçal en Syrie, l'accusant d'avoir « traîné le pays à un pas de la destruction », et déclarant que, pour cette raison, « il était absolument impossible qu'il reste dans le pays ». Fayçal dénonça la déclaration de Gouraud, insistant sur le fait qu'il restait le chef souverain de la Syrie dont l'autorité lui avait été « accordée par le peuple syrien ».
Fayçal quitta finalement Damas le 27 juillet avec un seul des membres de son cabinet, al-Husri, vers le sud, à Daraa dans la région de Hauran où il gagne l'allégeance des chefs tribaux locaux. Cependant, un ultimatum français aux dirigeants tribaux pour expulser Fayçal ou faire face au bombardement de leurs campements obligea Fayçal à se diriger vers l'ouest à Haïfa dans la Palestine occupée par les Britanniques le 1er août pour éviter d'autres effusions de sang. Le départ de Fayçal de la Syrie a mis fin à son objectif d'établir et de diriger un État arabe en Syrie.

## Télégramme du général Gouraud après victoire de Mayseloun et entrée des troupes à Damas
« Ministère des armées : Archives historiques

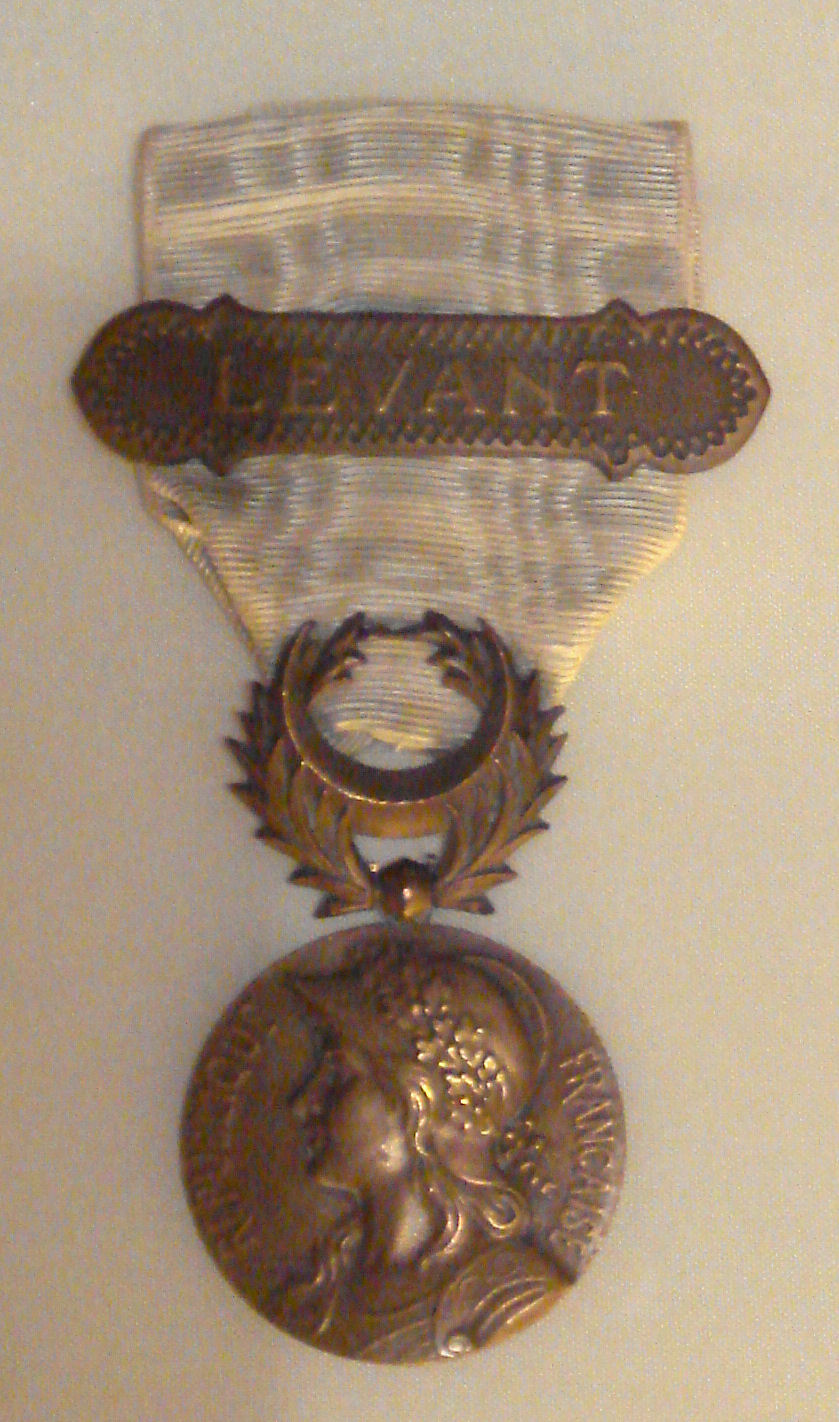
Médaille commémorative de Syrie-Cilicie, créée en 1922.

Télégramme (En clair) Aley 26-07-1920
Adresse Diplomatie Paris no 1460/2 / Guerre Paris no 1501/2
1er Les troupes Françaises ont fait leur entrée hier 25 Après midi dans Damas, sans rencontrer la moindre résistance entre le lieu de combat et la ville. Mais trouvant le long de la route un nombreux matériel abandonné prouvant la fuite désordonnée de l'ennemi, malgré les fatigues d'une étape de 27 km, succédant à une journée de combat ou les troupes ont défilé dans un ordre magnifique au milieu d'une foule nombreuse et respectueuse. Elles se sont installées au camp sous les murs de la ville occupant sans incident les gares et édifices publics. Ce matin un nouveau gouvernement composé de nos partisans s'est présenté au général Goybet qui en mon nom leur a fait une déclaration portant sur les points suivants :
L'émir Faysal qui a conduit son pays à deux doigts de sa perte, a cessé de régner. Contribution de guerre de 10 millions destinés à indemniser les dommages causés à la zone Ouest par la guerre de bandes, désarmement général commençant immédiatement, remise entre nos mains de tout matériel de guerre et réduction de l'armée transformée en force de police, les principaux coupables traduits devant les tribunaux militaires.
Le nouveau gouvernement a accepté toutes ces conditions et a affirmé son sincère désir de collaboration loyale. La ville fournit des vivres aux troupes. Le chemin de fer entre Rayak et Damas a été rétabli aujourd'hui 26. L'émir Faysal abandonné de tous est rentré à Damas la nuit dernière. Je lui fais spécifier d'avoir à quitter le pays dans les 48 heures avec sa famille et ses principaux familiers.
2e Colonne Goubeau est arrivée à Alep le 23 comme il était prévu après un léger engagement au Nord de Muslimie. Les autorités d'Alep ont affirmé leur désir de collaboration. Le général de Lamothe s'est installé en ville le 24.
3e Reconnaissance de cavalerie du groupement Tel-Kala poussée au pont d'Homs y a été accueillie par 2 officiers chérifiens qui ont déclaré que la ville était évacuée par les troupes chérifiennes et que la population attendait et désirait l'arrivée de nos troupes.

Gouraud »

## Héritage

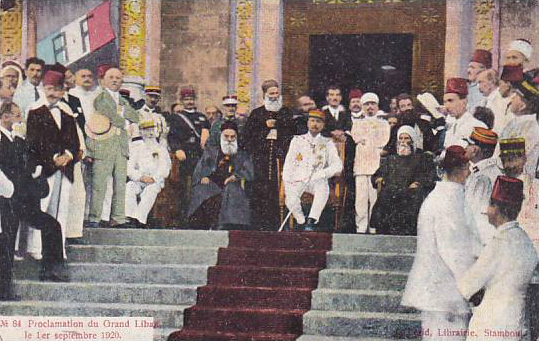
En 1920, proclamation du Grand Liban avec le grand mufti de Beyrout, Cheik Moustafa Naja, le patriarche maronite Elias Pierre Hoayek sur sa droite et le général Mariano Goybet.

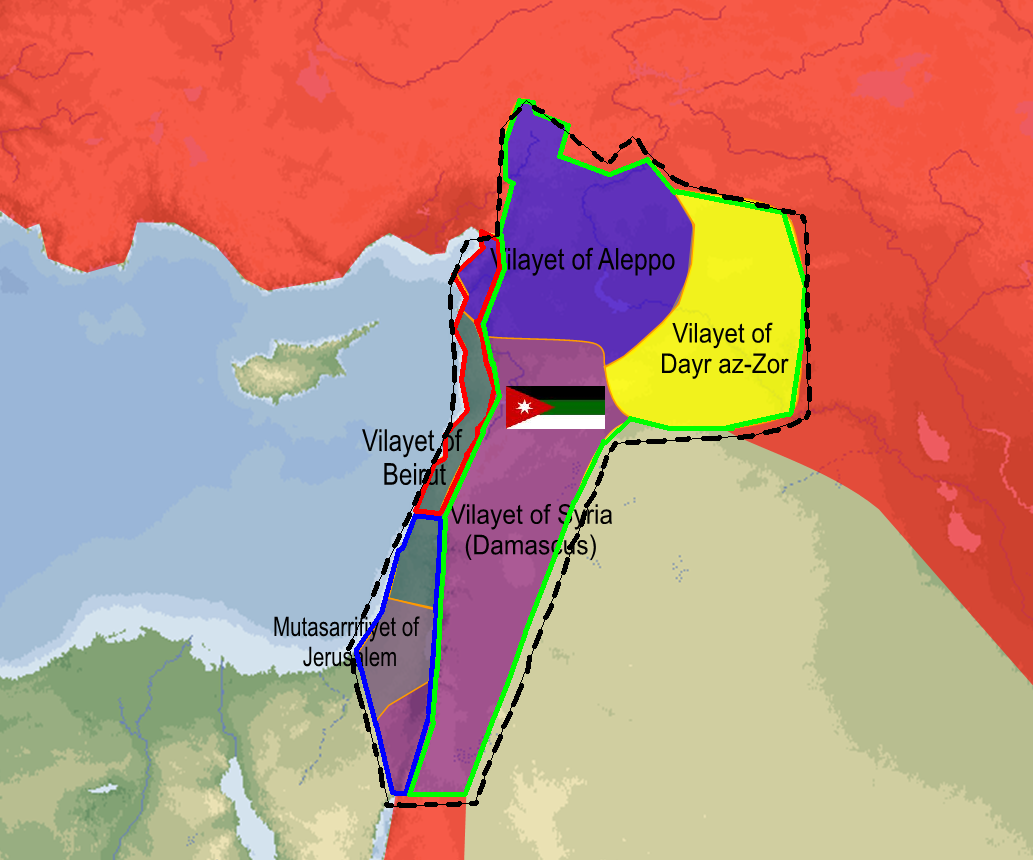
Carte de l'éphémère royaume arabe de Syrie, tel que le congrès le prévoyait (8 mars 1920).

Carte du mandat français pour la Syrie et le Liban

La bataille de Khan Maysaloun a été déterminante. Les Français ont pris le contrôle du territoire qui est devenu le mandat français en Syrie et au Liban.
Le 1er septembre, le général Gouraud proclame la création de l'État du Grand Liban, en y annexant le Mont-Liban et les villes côtières. La France divisa la Syrie en plus petits États centrés sur certaines régions et mouvements religieux, y compris le Grand Liban pour les Maronites, l’État de Jabal al-Druze pour les Druzes à Hauran, l'Alawite pour les Alaouites dans les montagnes côtières syriennes et Damas et Alep.
Bien que les Syriens aient été défaits de façon décisive, la bataille de Maysaloun « est devenue dans l'histoire arabe un synonyme d'héroïsme et de courage sans espoir face à de grandes difficultés, ainsi que pour la trahison » selon l'historien irakien Ali al-Allawi. Selon le journaliste britannique Robert Fisk, la bataille de Maysaloun était « une lutte que tout Syrien apprend à l'école, mais dont presque tous les Occidentaux sont ignorants ». L'historien Tareq Y. Ismael, professeur de sciences politiques à l'Université de Calgary au Canada et président du Centre international pour le Moyen-Orient contemporain, écrit qu'après la bataille, « la résistance syrienne à Khan Maysalun a bientôt pris des proportions épiques. Elle a été vue comme une tentative arabe pour arrêter l'avalanche impériale ». Il affirme également que la défaite des Syriens a provoqué dans le monde arabe des attitudes populaires qui existent jusqu'à ce jour, selon lesquelles le monde occidental déshonore les engagements qu'il prend envers le peuple arabe et opprime ceux qui s'opposent à ses desseins impériaux. Sati al Housri, grand penseur panarabiste, a affirmé que la bataille était « l'un des événements les plus importants de l'histoire moderne de nation arabe ». L'événement était annuellement commémoré par les Syriens, commémoration au cours de laquelle des milliers de personnes visitaient la tombe d'al-Azmeh à Maysaloun.
« 
La Syrie et le Mandat français (1920-1946), extraits
Samir Anhoury
Il y eut échec politique sur plusieurs points essentiels :
Échec sur l’exécution de la mission de la France, puissance mandataire puissance mandataire, de mener à bien le pays sous mandat – la Syrie – à l’indépendance.
Diviser la Syrie en plusieurs États autonomes, regroupés plus tard en un État dans les limites d’un tracé arbitraire des frontières, non conforme à la réalité géographique et historique du pays.
Refuser à la Syrie et à son gouvernement local l’exercice en droit de ses prérogatives constitutionnelles et ce, malgré la promulgation du « Statut organique » des états du Levant sous mandat français le 22 mai 1930 par le Haut-commissaire Henri Ponsot.
Signature du traite franco-syrien, septembre 1936 8 février 1936, troubles à Homs.
Refuser à la Syrie son indépendance proclamée par la France Libre le 9 juin 1941, et son délégué au Levant le général Catroux.
Évacuation définitive des troupes françaises le 23 juillet 1939 du sandjak d'Alexandrette, territoire syrien placé sous mandat français, en faveur de la Turquie, prix à payer pour s’assurer la neutralité turque durant la Deuxième guerre mondiale.
Politique monétaire et fiscale préjudiciable pour la Syrie, avec l’émission d’une monnaie locale en billets de banque liée au franc français.
Enfin, échec de la France à mener une « politique arabe » cohérente, en refusant tout soutien au nationalisme arabe.
Toutefois, et malgré cet échec politique incontestable, il ne serait que justice d’accorder à la France un bilan positif dans son œuvre administrative, qui a laissé des traces profondes en Syrie jusqu’à nos jours.
Le mandat a tout d’abord consolidé les bases de l'État moderne, instauré au temps du royaume arabe de Fayçal. Dans ce but, le mandat a imposé son autorité grâce à l’armée, la gendarmerie et la police garants de l’ordre et de la sécurité. Ce dispositif, bien que répressif, fut toutefois accompagné d’une réforme de la justice et de sa pratique dans tout le pays, assurant calme et sécurité.
Dans d’autres domaines : santé et hygiène, cadastre, construction de routes, sédentarisation des nomades, augmentation des surfaces cultivées, mise en valeur de l’héritage archéologique, formation et mise sur pied de la future armée nationale : infanterie arabe, cavaliers tcherkesses, escadrons druzes, légion arménienne. Toutes ces unités ont formé les « troupes spéciales » de l’armée du Levant, commandée par des officiers français.
Autre domaine, et non le moins important, fut la culture et l’éducation étendues à des milieux socialement variés et en nombre relativement important.
L’enseignement dans les écoles fut dispensé avec rigueur et efficacité. Le même sérieux dans la formation des élèves et étudiants fut appliqué dans les écoles et instituts missionnaires et dans les écoles nationales et l’Université syrienne.

Les générations de Syriens, formés dans ces écoles et maîtrisant souvent parfaitement à la fois l’arabe et le français, ont formé l’élite cultivée qui a mené le pays à l’indépendance et consolidé les réalisations positives du mandant durant la décennie postérieure à l’indépendance. Beaucoup de ceux qui ont vécu le mandat, qu’ils soient français ou syriens, gardent en mémoire des souvenirs contrastés et inoubliables. Toutefois, ils sont tous à peu près d’accord sur un point : le mandat fut une réussite administrative et un échec politique. »

### Publications
- Maysalûn, 1920 carnets de campagne du général Goybet : de Strasbourg à Damas,  Historien-Conseil, 2019. Texte présenté par Hélène de Champchesne, docteur en histoire et maître de conférences à Sciences-Po, spécialiste de l’histoire de la Syrie contemporaine.

- Texte  de Mariano Goybet publié en exclusivité le 10/10/2008 par Henri Goybet tiré de l'oeuvre originale de son arrière grand père (avec 50 pages d'introduction et les enluminures de son livre de famille) qu'il possède, sur son site Famille du Chevalier Goybet en lien . Rubrique: De Strasbourg à la prise de Damas : Carnets de campagne du général Mariano Goybet ancien commandant de la 3ème Division de l'armée française du levant 1920-1921.Témoignage essentiel sur la bataille vue par le général Goybet.